# 小行星17056
小行星17056（17056 Boschetti）是一颗绕太阳运转的小行星，为主小行星带小行星。该小行星于1999年4月6日发现。

## 轨道参数
小行星17056的轨道半长轴为2.2141382 UA，离心率为0.112。